# Église Saint-Martin de Baume-les-Dames
Pour les articles homonymes, voir Église Saint-Martin et Saint-Martin.
L’église Saint-Martin de Baume-les-Dames est une église située à Baume-les-Dames dans le département français du Doubs en région Bourgogne-Franche-Comté.

## Histoire
L'église Saint-Martin a été construite pour la première fois au IXe siècle.
Martin était soldat de la garde impériale d'Amiens. Il fut interpellé un jour par un pauvre, et dans un geste fraternel, il lui donna la moitié de son manteau. Dès lors saint Martin se fit baptiser et mena une vie d'ermite. On mit l'église sous le patronage de saint Martin, car il était passé à Baume-les-Dames et à cause de son geste généreux.
L'église est reconstruite entre 1617 et 1621 par les architectes Perrin et Roussel. Le clocher, construit une première fois en 1738, a été reconstruit entre 1825 et 1828 sur les plans de l'architecte Pierre Marnotte (ainsi que la façade de l'église et la tribune intérieure).  À l'origine, le clocher possédait un dôme et un lanternon, qui culminait à 68 m, mais lors du 14 juillet 1920, à la suite d'un accident, la tour prend feu. La tour ne culmine plus qu'à 38 m et, le dôme n'ayant pas été reconstruit, il reste plat, appelé « toit-terrasse ».
L'église Saint-Martin fait l’objet d’une inscription au titre des monuments historiques depuis le 18 janvier 1939.

## Rattachement
L'église est le centre de la paroisse de Baume-les-Dames qui est rattachée au diocèse de Besançon.

## Mobilier

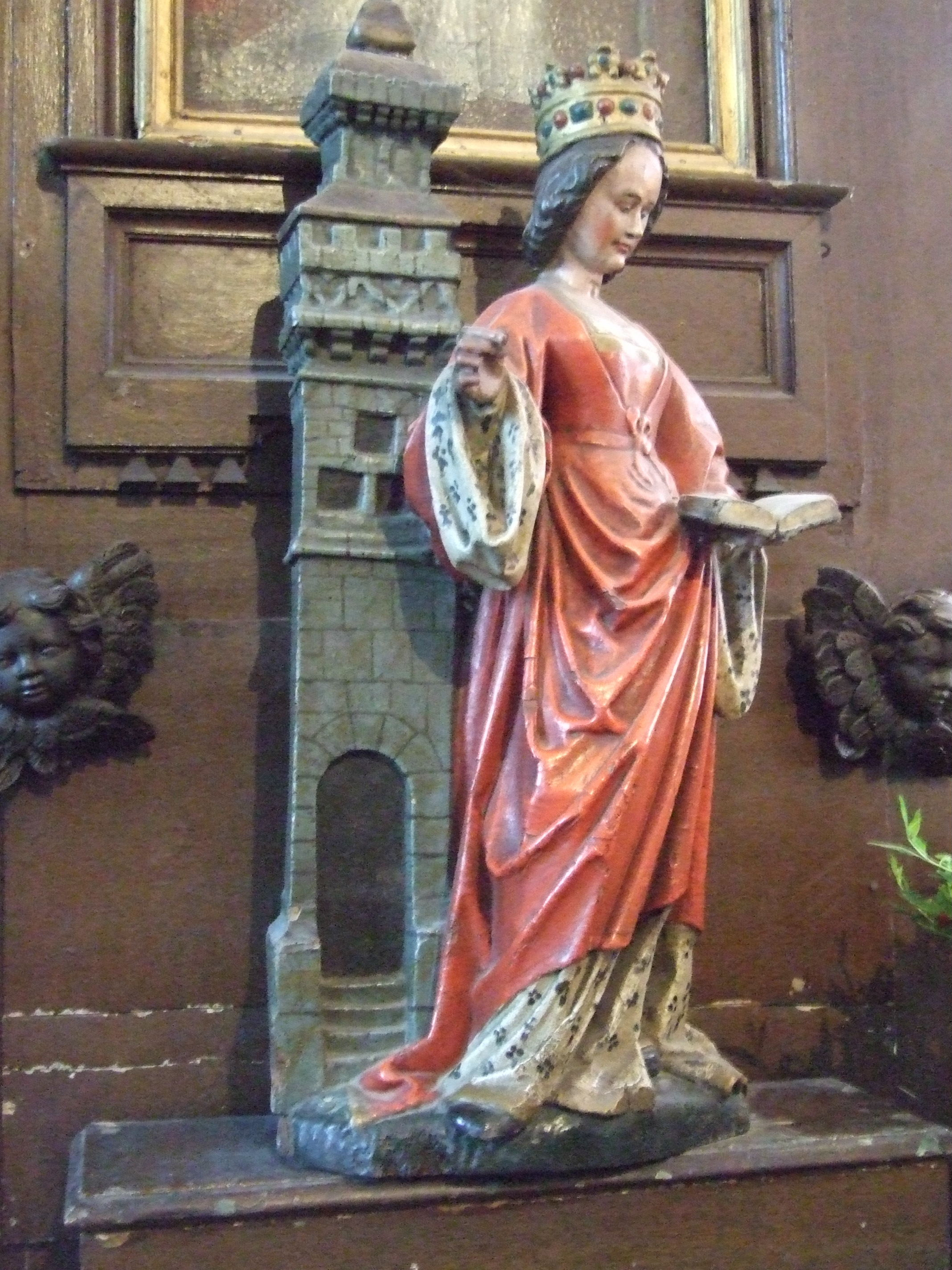
Statue de Sainte Barbe

L'église possède un riche mobilier, dont une partie fut récupérée de l'ancienne abbaye Sainte-Odile, également située à Baume-les-Dames. Certains éléments bénéficient d'une protection à titre objet des monuments historiques:
- Une piéta, de 1549, classée à titre objet le 5 décembre 1908[5]
- Une statue de Sainte Barbe, du XVIe siècle, classée à titre objet le 5 décembre 1908[6]
- Un tableau de la Vierge et des Saints, de 1630, de Sille de Loisy, classé à titre objet le 5 décembre 1908[7]
- Une chaire à prêcher, du XVIIe siècle, classée à titre objet le 5 décembre 1908[8]
- Un lutrin, en pierre de Sampans et fer forgé, création de l'architecte Nicolas Nicole pour l'abbatiale de Baume les Dames, 1751, classé à titre objet le 5 décembre 1908[9]
- Un châsse-reliquaire de saint Germain, en bois taillé, du XVIIIe siècle, classé à titre objet le 5 décembre 1908[10]
- Un Bras reliquaire, en bois et bronze doré, du XVIe siècle, classé à titre objet le 5 décembre 1908[11]
- Deux crédences, d'époque Louis XV et Louis XVI, classées à titre objet le 24 décembre 1912[12]
- Une statue de Saint-Vincent, en bois polychrome du XVIIe siècle, classée à titre objet le 27 juin 1962[13]
- Les douze tableaux représentant les apôtres, du XVIIIe siècle, classés à titre objet le 27 juin 1962[14]
- Un tableau de l'Assomption de la Vierge, de 1662, de François Guérin de Baume, classé à titre objet le 27 juin 1962[15]
- L'Autel, le retable et le tableau de Saint Charles Borromée et les pestiférés, des XVIe et XVIIIe siècles, classés à titre objet le 27 juin 1962[16]